# Capella de Montserrat
La Capella de la Mare de Déu de Montserrat o Capella de Montserrat és un edifici històric de Castellar del Vallès (Vallès Occidental) de titularitat municipal i construït a les darreries del segle xix. Les obres són atribuïbles a l'arquitecte Emili Sala Cortés i la promotora de la mateixa fou la marquesa de Castellar, Emília Carles-Tolrà. En l'actualitat l'edifici es troba dins de l'inventari del patrimoni històric, arquitectònic i ambiental de Castellar del Vallès i és considerat un bé cultural d'interès local.
La Capella de Montserrat està emplaçada al centre nucli urbà de Castellar del Vallès, al bell mig del carrer del doctor Pujol. A ponent de l'edifici trobem el Carrer Passeig, una de les vies principals de la vila dins de la zona coneguda com l'eixample vuitcentista, mentre que orient delimita amb la plaça del forjador.

## Arquitectura
La capella és un edifici de caràcter religiós construït entre mitgeres, de planta rectangular, amb atri d'entrada, capella interior amb cor i fornícula d'altar. La façana es presenta amb un caràcter monumental i simètric, centrat al gran portal reixat d'entrada, format per un arc escarser amb dovelles. A cada banda, pilastres de decoració coríntia amb fris ornamentat, cornisa decorada amb dentellons i remats formats per capcers esglaonats. L'obra es remata amb un frontó central com a base del campanar amb motius ornamentals, i amb un remat de creu de ferro. El reixat de l'entrada dona a un petit atri amb abundant ornamentació als costats i al sostre. Remats amb merlets al capdamunt d'ambdues façanes de les mitgeres.
Una de les particularitats de l'edifici és que es troba a nivell inferior respecte al carrer, aproximadament uns 80 centímetres. L'origen d'aquest fenomen prové de la intenció de voler aprofitar una biga d'una nau de la foneria anterior a la construcció de l'edifici. L'interior de la capella presenta entrades de llum lateral amb grans finestrals d'arc de mig punt, tot amb ornamentació austera. L'enteixinat de fusta original del sostre (destruïda per un atac de tèrmits no ha estat mai restaurat, pel que encara avui en dia és evident el dany causat per aquest insecte. Cal destacar els treballs de fusta de les baranes i gelosies del tancat del cor. Actualment, la capella compta amb unes pintures murals del pintor local Alfons Gubern i Campreciós pintades sobre tela encolada a les dues parets laterals de l'absis de la capella amb la tècnica acrílica.

## Història
La idea de la construcció de l'edifici neix quan l'any 1888 Emília Carles-Tolrà compra un solar per valor de 25.760 pessetes, solar on es van construir les Escoles Pies, casa col·legi i església. L'edifici va ser aixecat de nova planta i els escolapis el van inaugurar quan hi van anar.
L'actual capella de la Mare de Déu de Montserrat era l'oratori de l'escola que s'acabava de construir i fou habilitada en l'edifici de l'antiga foneria Lluscà. Les obres es van realitzar durant 1896 i la seva impulsora fou la marquesa de Castellar i és atribuïble a Emili Sala Cortés, arquitecte habitual de la casa Tolrà.
Quan es va fundar la comunitat dels escolapis de Sant Esteve de Castellar, se'ls va encarregar la missió de fundar una escola nocturna per a obrers a la vila, així com per als nois que aspiressin a la carrera eclesiàstica o religiosa. Segons els historiadors, la xifra més alta d'alumnes es va aconseguir l'escola fou durant el curs 1927-1928 amb vuitanta-cinc alumnes.
Durant la Guerra Civil l'interior de la capella fou saquejat i provocant greus desperfectes a nivell d'ornaments, així com uns quadres de Pere Borrell del Casso. Les autoritats republicanes van convertir la capella en la seu del magatzem de la Unió de Rabassaires i es va treure la paret que separava la capella de la sala d'actes i es va convertir aquell espai en una magatzem espaiós. Conseqüència d'aquestes situacions, la seva funció religiosa no es va recuperar fins a 1950 amb l'excepció del 28 d'agost de 1943 que s'hi va celebrar un ofici amb motiu de la benedicció de la imatge de Sant Agustí, patró dels curtidors, costejada pels encarregats i treballadors de l'empresa Lluís Clols i l'Obra Sindical de Educación y Descanso. El 16 d'abril de 1950 es recuperaria la capella com a centre de culte amb un ofici i a la sortida del qual, veïns i feligresos van organitzar una recapta de 50 pessetes destinada a comprar una campana. L'11 de juny d'aquell any es va oficiar una missa i es va beneir la imatge de la Mare de Déu de Montserrat entronitzada novament a l'altar restaurat.
El 12 d'abril de 1953, Gregorio Modrego Casaus, arquebisbe de Barcelona, va beneir la campana nova de l'edifici.
El 8 de maig de 1979 va tenir lloc la inauguració de la restauració de l'edifici i de les pintures murals sobre tela enganxada a la paret i a l'acrílic, obra de l'artista local Alfons Gubern i Campreciós. A la part dreta hi predominaren els colors foscos, representant la manifestació de la Verge a uns pastors a la nit mentre vetllaven el ramat, mentre que la part esquerra, amb colors més vius, representa el dia en què la Verge és portada al seu emplaçament definitiu.

## Seu del Grup Pessebrista de Castellar
A partir de 1956, l'última aula, situada darrere la capella, fou adequada per la junta administrativa de la Capella per bastir-hi el pessebre; la majoria dels personatges pintats al mural tenen fisonomies de castellarencs vinculats al pessebrisme. El pare Cassià Just, abat de Montserrat, va beneir la senyera del Grup Pessebrista de Castellar durant l'ofici religiós de 1979.
Cada any, en aquesta aula s'hi celebra la tradicional exposició de pessebres nadalencs. Des del dia de Santa Llúcia fins a la candelera el Grup Pessebrista de la Capella de Montserrat organitza una exposició amb els diferents diorames elaborats durant tot l'any. El Nadal de 2010, el grup organitzà la 13a biennal Catalana del Pessebre.